# Merembu
Merembu is een bestuurslaag in het regentschap West-Lombok van de provincie West-Nusa Tenggara, Indonesië. Merembu telt 5933 inwoners (volkstelling 2010).